# Primera División femenina de fútbol sala 1997-98
La temporada 1997-98 de Primera División es la 4.ª edición de la máxima categoría de la Liga Nacional de Fútbol Sala Femenina de España. La competición se disputa anualmente. Empezó el 27 de septiembre de 1997, y terminó 2 de mayo de 1998.
La Primera División consta de un grupo único integrado por catorce equipos, siguiendo un sistema de liga. Los catorce equipos se enfrentan todos contra todos en dos ocasiones -una en campo propio y otra en campo contrario- sumando un total de 26 jornadas. El orden de los encuentros se decide por sorteo antes de empezar la competición. La clasificación final se establece con arreglo a los puntos totales obtenidos por cada equipo al finalizar el campeonato. El equipo que más puntos sume al final del campeonato será proclamado campeón de Liga.

## Equipos participantes

### Equipos por comunidad autónoma
| N.º | Comunidad autónoma   | Equipos                          |
| --- | -------------------- | -------------------------------- |
| 3   | Galicia              | Sal Lence Meirás Ourense         |
| 3   | Comunidad de Madrid  | FSF Móstoles Alca Sala Parla FSF |
| 2   | Comunidad Valenciana | Femesala Elche Neskas FSF        |
| 2   | Andalucía            | Cantillana FSF Atarfe FSF        |
| 1   | Castilla-La Mancha   | Trocadero Toledo                 |
| 1   | País Vasco           | Sanpedrotarrak                   |
| 1   | Aragón               | Tamarite FSF                     |
| 1   | Región de Murcia     | Olimpia Murcia                   |

## Información de los equipos
| Club              | Ciudad             | Comunidad Autónoma   | Entrenador/a        | Pabellón                | Aforo |
| ----------------- | ------------------ | -------------------- | ------------------- | ----------------------- | ----- |
| Femesala Elche    | Elche              | Comunidad Valenciana | Piotr Zabek         | Muninicipal de Elche    | 1.814 |
| Sal Lence         | La Coruña          | Galicia              | Manuel del Castillo | Barrio Flores           |       |
| Sanpedrotarrak    | Pasajes            | País Vasco           | Bandera de ?        | Bidabieta               |       |
| Trocadero Toledo  | Noblejas           | Castilla-La Mancha   | Julio Domingo       | Municipal de Noblejas   | 1.000 |
| FSF Móstoles      | Móstoles           | Comunidad de Madrid  | Bandera de España   | Villafontana            | 450   |
| Alca Sala         | Alcalá de Henares  | Comunidad de Madrid  | Francisco Casanova  | Virgen del Val          |       |
| Meirás            | Ferrol             | Galicia              | Rafa Carmona        | Esteiro                 |       |
| Ourense           | Orense             | Galicia              | Javier Millán       | Os Remedios             | 2.500 |
| Tamarite FSF      | Tamarite de Litera | Aragón               | David Sobrevia      | Municipal de Tamarite   |       |
| Cantillana FSF    | Cantillana         | Andalucía            | Emilio Martín       | Municipal de Cantillana |       |
| Parla FSF         | Parla              | Comunidad de Madrid  | Juan Carlos Vázquez | Municipal de Parla      |       |
| Olimpia Murcia    | Murcia             | Región de Murcia     | Bandera de ?        | Torre Puente Tocinos    |       |
| Neskas la Creu    | Sagunto            | Comunidad Valenciana | Bandera de ?        | Casa de la Juventud     | 200   |
| Atarfe Industrial | Atarfe             | Andalucía            | Bandera de ?        | Primero de Mayo         |       |

### Cambios de entrenadores
| Equipo  | Entrenador (Jornadas) | Fecha de vacante        | Posición en la tabla | Entrenador entrante       | Fecha de nombramiento   |
| ------- | --------------------- | ----------------------- | -------------------- | ------------------------- | ----------------------- |
| Ourense | Javier Millán (1-9)   | 5 de diciembre de 1997  | 10.º                 | Toño Ramos (10- )         | 5 de diciembre de 1997  |
| Meirás  | Rafa Carmona (1-7)    | 17 de noviembre de 1997 | 10.º                 | Juan Carlos Vázquez (8- ) | 19 de noviembre de 1997 |

## Clasificación
|                                                                             |     | Equipos           | PJ | G  | E | P  | GF  | GC  | Dif. | Pts. |
| --------------------------------------------------------------------------- | --- | ----------------- | -- | -- | - | -- | --- | --- | ---- | ---- |
|                                                                             | 1.  | Femesala Elche    | 26 | 23 | 1 | 2  | 143 | 52  | +91  | 70   |
|                                                                             | 2.  | Sanpedrotarrak    | 26 | 22 | 2 | 2  | 160 | 63  | +97  | 68   |
|                                                                             | 3.  | Sal Lence         | 26 | 21 | 1 | 4  | 155 | 56  | +99  | 64   |
|                                                                             | 4.  | Móstoles Coimbra  | 26 | 19 | 3 | 4  | 150 | 71  | +79  | 60   |
|                                                                             | 5.  | Trocadero Toledo  | 26 | 14 | 2 | 10 | 118 | 86  | +32  | 44   |
|                                                                             | 6.  | Tamarite          | 26 | 11 | 3 | 12 | 96  | 104 | -8   | 36   |
|                                                                             | 7.  | Meirás            | 26 | 11 | 2 | 13 | 74  | 95  | -21  | 35   |
|                                                                             | 8.  | CD Ourense        | 26 | 11 | 1 | 14 | 85  | 95  | -10  | 34   |
|                                                                             | 9.  | Alca Sala         | 26 | 11 | 0 | 15 | 85  | 113 | -28  | 30N1 |
|                                                                             | 10. | Parla             | 26 | 7  | 3 | 16 | 78  | 112 | -34  | 24   |
|                                                                             | 11. | Murcia Olimpia    | 26 | 8  | 1 | 17 | 87  | 132 | -45  | 22N1 |
|                                                                             | 12. | Neskas            | 26 | 6  | 2 | 18 | 107 | 152 | -44  | 20   |
|                                                                             | 13. | Cantillana        | 26 | 5  | 1 | 20 | 60  | 147 | -87  | 16   |
|                                                                             | 14. | Atarfe Industrial | 26 | 2  | 0 | 24 | 88  | 208 | 120  | 6    |
| Nota 1: El Alca Sala y el Murcia Olimpia tienen 3 puntos menos por sanción. |     |                   |    |    |   |    |     |     |      |      |
| Última actualización: 2 de mayo de 1998                                     |     |                   |    |    |   |    |     |     |      |      |

### Evolución de la clasificación
| Equipo / Jornada | 1  | 2  | 3  | 4  | 5  | 6  | 7  | 9  | 8  | 10 | 11 | 12 | 13 | 14 | 15 | 16 | 17 | 18 | 19 | 20 | 21 | 22 | 23 | 24 | 25 | 26 |
| Equipo / Jornada |    |    |    |    |    |    |    |    |    |    |    |    |    |    |    |    |    |    |    |    |    |    |    |    |    |    |
| ---------------- | -- | -- | -- | -- | -- | -- | -- | -- | -- | -- | -- | -- | -- | -- | -- | -- | -- | -- | -- | -- | -- | -- | -- | -- | -- | -- |
| Femesala Elche   | 1  | 1  | 3  | 2  | 2  | 2  | 1  | 1  | 1  | 1  | 1  | 1  | 1  | 1  | 1  | 1  | 1  | 1  | 1  | 1  | 1  | 1  | 1  | 1  | 1  | 1  |
| Sanpedrotarrak   | 3  | 4  | 6  | 6  | 5  | 4  | 4  | 4  | 3  | 3  | 2  | 2  | 2  | 2  | 2  | 3  | 2  | 2  | 2  | 2  | 2  | 2  | 2  | 2  | 2  | 2  |
| Sal Lence        | 5  | 2  | 1  | 3  | 3  | 3  | 2  | 2  | 2  | 2  | 4  | 3  | 3  | 3  | 3  | 2  | 3  | 3  | 3  | 3  | 3  | 3  | 3  | 3  | 3  | 3  |
| FSF Móstoles     | 7  | 3  | 2  | 1  | 1  | 1  | 3  | 3  | 4  | 4  | 3  | 4  | 4  | 4  | 4  | 4  | 4  | 4  | 4  | 4  | 4  | 4  | 4  | 4  | 4  | 4  |
| Trocadero Toledo | 12 | 8  | 7  | 7  | 8  | 7  | 8  | 8  | 8  | 8  | 8  | 9  | 8  | 9  | 6  | 6  | 6  | 7  | 5  | 5  | 5  | 6  | 5  | 5  | 5  | 5  |
| Tamarite         | 6  | 10 | 10 | 8  | 6  | 6  | 5  | 5  | 6  | 5  | 5  | 6  | 6  | 6  | 7  | 9  | 9  | 8  | 6  | 6  | 6  | 5  | 7  | 6  | 6  | 6  |
| Meirás           | 2  | 11 | 8  | 9  | 10 | 10 | 10 | 9  | 9  | 10 | 10 | 10 | 9  | 7  | 8  | 10 | 8  | 9  | 9  | 9  | 9  | 9  | 9  | 8  | 8  | 7  |
| CD Ourense       | 14 | 14 | 11 | 11 | 9  | 9  | 9  | 10 | 10 | 9  | 9  | 8  | 7  | 8  | 9  | 7  | 7  | 5  | 7  | 7  | 7  | 7  | 6  | 7  | 7  | 8  |
| Alca Sala        | 10 | 5  | 4  | 4  | 7  | 8  | 7  | 6  | 7  | 7  | 6  | 5  | 5  | 5  | 5  | 5  | 5  | 6  | 8  | 8  | 8  | 8  | 8  | 9  | 9  | 9  |
| Parla            | 11 | 6  | 5  | 5  | 4  | 5  | 6  | 7  | 5  | 6  | 7  | 7  | 10 | 10 | 10 | 8  | 10 | 10 | 10 | 10 | 10 | 10 | 10 | 10 | 10 | 10 |
| Olimpia Murcia   | 8  | 12 | 13 | 13 | 13 | 14 | 14 | 11 | 14 | 14 | 13 | 13 | 11 | 12 | 13 | 13 | 13 | 13 | 13 | 12 | 13 | 13 | 13 | 12 | 12 | 11 |
| Neskas           | 9  | 13 | 14 | 14 | 14 | 11 | 11 | 12 | 12 | 12 | 11 | 11 | 12 | 11 | 11 | 11 | 11 | 12 | 12 | 11 | 12 | 11 | 11 | 11 | 11 | 12 |
| Cantillana       | 13 | 9  | 12 | 12 | 12 | 13 | 13 | 14 | 11 | 11 | 12 | 12 | 13 | 13 | 12 | 12 | 12 | 11 | 11 | 13 | 11 | 12 | 12 | 13 | 13 | 13 |
| Atarfe           | 4  | 7  | 9  | 10 | 11 | 12 | 12 | 13 | 13 | 13 | 14 | 14 | 14 | 14 | 14 | 14 | 14 | 14 | 14 | 14 | 14 | 14 | 14 | 14 | 14 | 14 |

## Resultados
Los horarios corresponden a la CET (Hora Central Europea) UTC+1 en horario estándar y UTC+2 en horario de verano para los partidos disputados en la península y UTC+0 en horario estándar y UTC+1 en horario de verano para los partidos disputados en las Islas Canarias.<ref>
| Meiras         | 5 - 1 | Cantillana       | 27 de septiembre |       | Caranza              |     |
| Tamarite       | 3 - 2 | Parla            | 27 de septiembre |       | Mun. Tamarite        |     |
| CD Ourense     | 1 - 7 | Femesala Elche   | 27 de septiembre | 17:00 | Os Remedios          |     |
| Olimpia Murcia | 3 - 3 | Móstoles         | 27 de septiembre | 18:00 | Torre Puente Tocinos | 200 |
| Alca Sala      | 4 - 5 | Sal Lence        | 27 de septiembre | 18:30 | Virgen del Val       | 150 |
| Sanpedrotarrak | 4 - 1 | Trocadero Toledo | 27 de septiembre | 19:00 | Bidebieta            |     |
| Atarfe         | 7 - 6 | Neskas           | 27 de septiembre |       | Primero de Mayo      |     |

| Cantillana       | 4 - 2  | Atarfe         | 4 de octubre |       | Mun. Cantillana      | 300 |
| Móstoles         | 12 - 1 | Meirás         | 4 de octubre | 18:30 | Villafontana         | 250 |
| Sal Lence        | 6 - 2  | CD Ourense     | 4 de octubre | 18:30 | Barrio de las Flores | 500 |
| Trocadero Toledo | 5 - 4  | Olimpia Murcia | 4 de octubre |       | Mun. Noblejas        | 750 |
| Parla            | 3 - 2  | Sanpedrotarrak | 4 de octubre |       |                      |     |
| Femesala Elche   | 8 - 3  | Tamarite       | 4 de octubre |       |                      |     |
| Neskas           | 3 - 4  | Alca Sala      | 5 de octubre | 12:30 | Casa de la Juventud  | 40  |

| CD Ourense     | 5 - 2 | Neskas           | 11 de octubre | 18:00 | Os Remedios     |     |
| Atarfe         | 3 - 5 | Alca Sala        | 11 de octubre | 18:00 | Primero de Mayo | 200 |
| Tamarite       | 2 - 5 | Sal Lence        | 11 de octubre | 18:30 |                 |     |
| Meirás         | 1 - 1 | Trocadero Toledo | 11 de octubre | 19:00 | Esteiro         |     |
| Cantillana     | 2 - 8 | Móstoles         | 11 de octubre | 19:00 | Mun. Cantillana |     |
| Olimpia Murcia | 2 - 3 | Parla            | 11 de octubre |       |                 |     |
| Sanpedrotarrak | 5 - 5 | Femesala Elche   | 11 de octubre |       |                 |     |

| Móstoles | 10 - 3  | Atarfe         | 25 de octubre | 18:30 | Villafontana         |     |
| Sal Lence | 1 - 2   | Sanpedrotarrak | 25 de octubre | 18:30 | Barrio de las Flores | 200 |
| Trocadero Toledo | 3 - 1   | Cantillana     | 25 de octubre |       |                      | 800 |
| Parla | 3 - 2   | Meirás         | 25 de octubre |       |                      |     |
| Femesala Elche | 7 - 1   | Olimpia Murcia | 25 de octubre |       |                      |     |
| Neskas | 2 - 3   | Tamarite       | 25 de octubre |       |                      |     |
| Alca Sala | 3 - 0N1 | CD Ourense     | 25 de octubre | 19:00 | Virgen del Val       |     |
| Nota 1: Se suspendió el partido entre el Alca Sala y el CD Ourense por olvido de las fichas por parte del CD Ourense y se le dio el partido por perdido por 3-0. |         |                |               |       |                      |     |

| Cantillana     | 1 - 3  | Parla            | 1 de noviembre |       |               |      |
| Olimpia Murcia | 1 - 5  | Sal Lence        | 1 de noviembre |       |               |      |
| Sanpedrotarrak | 11 - 4 | Neskas           | 1 de noviembre |       | Bidabieta     |      |
| Tamarite       | 9 - 3  | Alca Sala        | 1 de noviembre | 16:30 | Mun. Tamarite | 400  |
| Atarfe         | 3 - 4  | CD Ourense       | 1 de noviembre | 18:30 |               |      |
| Móstoles       | 9 - 6  | Trocadero Toledo | 1 de noviembre | 18:30 | Villafontana  | 1800 |
| Meirás         | 2 - 6  | Femesala Elche   | 1 de noviembre | 19:30 | Esteiro       |      |

| Trocadero Toledo | 8 - 5  | Atarfe         | 8 de noviembre |       |                       |     |
| Femesala Elche   | 5 - 0  | Cantillana     | 8 de noviembre | 17:00 |                       |     |
| Neskas           | 11 - 8 | Olimpia Murcia | 8 de noviembre |       |                       |     |
| Alca Sala        | 1 - 10 | Sanpedrotarrak | 8 de noviembre | 18:00 | Virgen del Val        | 200 |
| CD Ourense       | 1 - 2  | Tamarite       | 8 de noviembre | 18:00 | Os Remedios           |     |
| Sal Lence        | 8 - 0  | Meirás         | 8 de noviembre | 18:30 | Barrio Flores         |     |
| Parla            | 1 - 3  | Móstoles       | 9 de noviembre | 13:30 | Juan Antonio Corbalán |     |

| Trocadero Toledo | 2 - 2 | Parla          | 15 de noviembre |       |              |     |
| Móstoles         | 2 - 4 | Femesala Elche | 15 de noviembre |       | Villafontana | 600 |
| Cantillana       | 1 - 8 | Sal Lence      | 15 de noviembre | 19:00 |              |     |
| Meirás           | 3 - 3 | Neskas         | 15 de noviembre | 19:00 | Esteiro      |     |
| Sanpedrotarrak   | 5 - 1 | CD Ourense     | 15 de noviembre | 19:00 | Bidabieta    |     |
| Olimpia Murcia   | 3 - 8 | Alca Sala      | 15 de noviembre |       | Magritas     | 150 |
| Atarfe           | 4 - 7 | Tamarite       | 15 de noviembre |       |              |     |

| Alca Sala                                                                       | 2 - 6   | Meirás           | 22 de noviembre | 18:00 | Virgen del Val | 250 |
| Parla                                                                           | 13 - 0  | Atarfe           | 6 de diciembre  |       |                |     |
| Femesala Elche                                                                  | 1 - 0   | Trocadero Toledo | 6 de diciembre  |       |                |     |
| Tamarite                                                                        | 3 - 4   | Sanpedrotarrak   | 6 de diciembre  | 17:00 |                |     |
| Sal Lence                                                                       | 3 - 3   | Móstoles         | 6 de diciembre  | 18:30 | Barrio Flores  |     |
| Neskas                                                                          | 1 - 5   | Cantillana       | 6 de diciembre  |       |                |     |
| CD Ourense                                                                      | 3 - 0N2 | Olimpia Murcia   | 6 de diciembre  |       |                |     |
| Nota 2: Se le dio el partido por perdido al Olimpia Murcia por incomparecencia. |         |                  |                 |       |                |     |

| Parla            | 1 - 5 | Femesala Elche | 29 de noviembre |       | Mun. Parla      |     |
| Trocadero Toledo | 2 - 3 | Sal Lence      | 29 de noviembre |       | Mun. Noblejas   | 750 |
| Móstoles         | 9 - 0 | Neskas         | 29 de noviembre | 18:30 | Villafontana    | 400 |
| Cantillana       | 2 - 5 | Alca Sala      | 29 de noviembre | 19:00 | Mun. Cantillana | 150 |
| Meirás           | 2 - 1 | CD Ourense     | 29 de noviembre | 19:00 | Esteiro         |     |
| Olimpia Murcia   | 6 - 4 | Tamarite       | 29 de noviembre |       |                 |     |
| Atarfe           | 6 - 8 | Sanpedrotarrak | 29 de noviembre |       |                 |     |

| Femesala Elche | 13 - 1 | Atarfe           | 13 de diciembre |       |                |     |
| Alca Sala      | 3 - 4  | Móstoles         | 13 de diciembre | 18:00 | Virgen del Val | 100 |
| Tamarite       | 5 - 2  | Meirás           | 13 de diciembre | 18:00 | Mun. Tamarite  |     |
| Sanpedrotarrak | 6 - 1  | Olimpia Murcia   | 13 de diciembre | 19:00 | Bidabieta      |     |
| Sal Lence      | 7 - 2  | Parla            | 13 de diciembre | 20:00 | Barrio Flores  |     |
| Neskas         | 3 - 4  | Trocadero Toledo | 13 de diciembre |       |                |     |
| CD Ourense     | 7 - 2  | Cantillana       | 13 de diciembre |       |                |     |

| Femesala Elche   | 4 - 3 | Sal Lence      | 20 de diciembre |       | Mun. Elche    | 1500 |
| Parla            | 1 - 3 | Neskas         | 20 de diciembre |       |               |      |
| Trocadero Toledo | 3 - 4 | Alca Sala      | 20 de diciembre | 18:30 | Mun. Noblejas | 150  |
| Móstoles         | 5 - 0 | CD Ourense     | 20 de diciembre | 18:30 | Villafontana  | 200  |
| Meirás           | 0 - 2 | Sanpedrotarrak | 20 de diciembre | 19:00 | Caranza       |      |
| Atarfe           | 4 - 8 | Olimpia Murcia | 20 de diciembre |       |               |      |
| Cantillana       | 4 - 2 | Tamarite       | 21 de febrero   |       |               |      |

| Atarfe         | 2 - 4 | Sal Lence        | 10 de enero |       |                      |    |
| Neskas         | 5 - 8 | Femesala Elche   | 10 de enero |       |                      |    |
| CD Ourense     | 3 - 1 | Trocadero Toledo | 10 de enero | 18:00 | Os Remedios          |    |
| Olimpia Murcia | 4 - 8 | Meirás           | 10 de enero | 18:00 | Torre Puente Tocinos |    |
| Tamarite       | 2 - 2 | Móstoles         | 10 de enero | 18:30 | Mun. Tamarite        |    |
| Alca Sala      | 3 - 1 | Parla            | 10 de enero | 19:00 | Virgen del Val       | 80 |
| Sanpedrotarrak | 7 - 0 | Cantillana       | 10 de enero |       |                      |    |

| Sal Lence                                                                                                 | 7 - 0   | Neskas         | 17 de enero |       | Mun. Betanzos |     |
| Femesala Elche                                                                                            | 7 - 0   | Alca Sala      | 17 de enero | 17:00 | Mun. Elche    | 500 |
| Trocadero Toledo                                                                                          | 6 - 2   | Tamarite       | 17 de enero |       |               |     |
| Móstoles                                                                                                  | 3 - 4   | Sanpedrotarrak | 17 de enero | 18:30 | Villafontana  | 500 |
| Cantillana                                                                                                | 1 - 6   | Olimpia Murcia | 17 de enero |       |               |     |
| Meirás | 3 - 0N3 | Atarfe         | 17 de enero | 19:00 | Esteiro       |     |
| Parla | 1 - 6   | CD Ourense     | 18 de enero | 13:30 |               |     |
| Nota 3: Se le dio el partido por perdido al Atarfe por presentarse con menos de 8 jugadoras al encuentro. |         |                |             |       |               |     |

| Femesala Elche   | 6 - 1  | CD Ourense     | 24 de enero | 18:00 |               |     |
| Móstoles         | 11 - 3 | Olimpia Murcia | 24 de enero | 18:30 | Villafontana  |     |
| Cantillana       | 1 - 4  | Meirás         | 24 de enero | 19:00 |               |     |
| Trocadero Toledo | 3 - 6  | Sanpedrotarrak | 24 de enero |       |               |     |
| Parla            | 2 - 2  | Tamarite       | 24 de enero |       |               |     |
| Neskas           | 7 - 4  | Atarfe         | 24 de enero |       |               |     |
| Sal Lence        | 8 - 2  | Alca Sala      | 25 de enero | 12:30 | Mun. Betanzos | 200 |

| Alca Sala      | 4 - 2 | Neskas           | 31 de enero | 18:00 | Virgen del Val | 250 |
| Atarfe         | 7 - 8 | Cantillana       | 31 de enero |       |                |     |
| Meirás         | 0 - 5 | Móstoles         | 31 de enero | 19:00 | Esteiro        |     |
| Olimpia Murcia | 5 - 8 | Trocadero Toledo | 31 de enero |       |                |     |
| Sanpedrotarrak | 7 - 0 | Parla            | 31 de enero |       | Bidabieta      |     |
| Tamarite       | 2 - 6 | Femesala Elche   | 31 de enero |       |                |     |
| CD Ourense     | 0 - 6 | Sal Lence        | 31 de enero |       |                |     |

| Trocadero Toledo | 7 - 4  | Meirás         | 7 de febrero |       | Mun. Noblejas  |     |
| Parla            | 6 - 1  | Olimpia Murcia | 7 de febrero |       |                |     |
| Femesala Elche   | 6 - 3  | Sanpedrotarrak | 7 de febrero | 17:00 |                |     |
| Sal Lence        | 7 - 2  | Tamarite       | 7 de febrero |       | Mun. Betanzos  |     |
| Alca Sala        | 8 - 4  | Atarfe         | 7 de febrero | 18:00 | Virgen del Val | 500 |
| Móstoles         | 13 - 0 | Cantillana     | 7 de febrero | 18:30 | Villafontana   |     |
| Neskas           | 1 - 5  | Ourense        | 8 de febrero | 12:30 |                |     |

| Atarfe         | 4 - 8  | Móstoles         | 14 de febrero |       | Primero de mayo      | 200 |
| Cantillana     | 3 - 10 | Trocadero Toledo | 14 de febrero |       |                      |     |
| Ourense        | 5 - 2  | Alca Sala        | 14 de febrero | 18:00 | Os Remedios          | 200 |
| Tamarite       | 7 - 7  | Neskas           | 14 de febrero | 18:30 |                      |     |
| Meirás         | 4 - 1  | Parla            | 14 de febrero | 22:30 | Caranza              |     |
| Olimpia Murcia | 1 - 4  | Femesala Elche   | 14 de febrero |       | Torre Puente Tocinos |     |
| Sanpedrotarrak | 6 - 3  | Sal Lence        | 14 de febrero |       | Bidabieta            |     |

| Parla            | 6 - 6  | Cantillana     | 28 de febrero |       |                |     |
| Femesala Elche   | 4 - 2  | Meirás         | 28 de febrero |       |                |     |
| Sal Lence        | 11 - 2 | Olimpia Murcia | 28 de febrero |       |                |     |
| Neskas           | 6 - 8  | Sanpedrotarrak | 28 de febrero |       |                |     |
| Alca Sala        | 2 - 5  | Tamarite       | 28 de febrero | 18:00 | Virgen del Val | 350 |
| CD Ourense       | 9 - 6  | Atarfe         | 28 de febrero | 18:00 | Os Remedios    |     |
| Trocadero Toledo | 3 - 5  | Móstoles       | 28 de febrero | 18:30 | Mun. Noblejas  |     |

| Atarfe         | 2 - 8 | Trocadero Toledo | 7 de marzo |       |               |     |
| Cantillana     | 0 - 5 | Femesala Elche   | 7 de marzo |       |               |     |
| Tamarite       | 7 - 5 | CD Ourense       | 7 de marzo | 18:30 | Mun. Tamarite |     |
| Móstoles       | 8 - 1 | Parla            | 7 de marzo | 18:30 | Villafontana  |     |
| Meirás         | 1 - 7 | Sal Lence        | 7 de marzo | 19:00 | Esteiro       |     |
| Sanpedrotarrak | 8 - 2 | Alca Sala        | 7 de marzo | 19:00 | Bidabieta     | 200 |
| Olimpia Murcia | 3 - 2 | Neskas           | 7 de marzo |       |               |     |

| Parla          | 2 - 5  | Trocadero Toledo | 14 de marzo |       |                |     |
| Femesala Elche | 3 - 4  | Móstoles         | 14 de marzo | 17:00 |                |     |
| Sal Lence      | 8 - 1  | Cantillana       | 14 de marzo |       |                |     |
| Alca Sala      | 4 - 6  | Olimpia Murcia   | 14 de marzo | 18:00 | Virgen del Val | 300 |
| Ourense        | 5 - 5  | Sanpedrotarrak   | 14 de marzo | 18:00 | Os Remedios    |     |
| Tamarite       | 10 - 2 | Atarfe           | 14 de marzo |       |                |     |
| Neskas         | 10 - 6 | Meirás           | 15 de marzo | 10:30 |                |     |

| Trocadero Toledo                                                           | 2 - 3   | Femesala Elche | 21 de marzo |       | Mun. Noblejas |  |
| Cantillana                                                                 | 5 - 4   | Neskas         | 21 de marzo |       |               |  |
| Sanpedrotarrak                                                             | 9 - 1   | Tamarite       | 21 de marzo |       | Bidabieta     |  |
| Móstoles                                                                   | 7 - 2   | Sal Lence      | 6 de abril  | 17:30 | Villafontana  |  |
| Meirás                                                                     | 3 - 0N4 | Alca Sala      | 9 de abril  |       |               |  |
| Olimpia Murcia                                                             | 3 - 2   | Ourense        | 11 de abril |       |               |  |
| Atarfe                                                                     | 5 - 4   | Parla          |             |       |               |  |
| Nota 4: Se le dio el partido por perdido al Alca Sala por incomparecencia. |         |                |             |       |               |  |

| Femesala Elche | 6 - 2  | Parla            | 28 de marzo |       | Mun. Elche          |     |
| Alca Sala      | 5 - 3  | Cantillana       | 28 de marzo | 18:00 | Virgen del Val      | 250 |
| Ourense        | 3 - 1  | Meirás           | 28 de marzo | 18:00 | Os Remedios         |     |
| Sal Lence      | 5 - 2  | Trocadero Toledo | 28 de marzo | 18:30 | Barrio Flores       |     |
| Tamarite       | 3 - 0  | Olimpia Murcia   | 28 de marzo |       | Mun. Tamarite       | 150 |
| Sanpedrotarrak | 16 - 0 | Atarfe           | 28 de marzo |       | Bidabieta           |     |
| Neskas         | 10 - 4 | Móstoles         | 29 de marzo |       | Casa de la Juventud |     |

| Atarfe           | 6 - 9  | Femesala Elche | 4 de abril |       |              |     |
| Parla            | 4 - 7  | Sal Lence      | 4 de abril |       |              |     |
| Trocadero Toledo | 10 - 3 | Neskas         | 4 de abril |       |              |     |
| Móstoles         | 5 - 2  | Alca Sala      | 4 de abril | 18:30 | Villafontana | 200 |
| Cantillana       | 2 - 6  | Ourense        | 4 de abril |       |              |     |
| Meirás           | 4 - 2  | Tamarite       | 4 de abril |       |              |     |
| Olimpia Murcia   | 2 - 4  | Sanpedrotarrak | 4 de abril |       |              |     |

| Sal Lence      | 4 - 2 | Femesala Elche   | 18 de abril |       | Barrio Flores        |     |
| Neskas         | 9 - 7 | Parla            | 18 de abril |       |                      |     |
| Ourense        | 2 - 3 | Móstoles         | 18 de abril | 18:00 | Os Remedios          |     |
| Alca Sala      | 0 - 3 | Trocadero Toledo | 18 de abril | 18:30 | Virgen del Val       | 200 |
| Olimpia Murcia | 7 - 4 | Atarfe           | 18 de abril | 18:30 | Torre Puente Tocinos |     |
| Tamarite       | 5 - 3 | Cantillana       | 18 de abril | 19:00 | Mun. Binefar         |     |
| Sanpedrotarrak | 4 - 2 | Meirás           | 18 de abril |       |                      |     |

| Parla            | 2 - 9  | Alca Sala      | 25 de abril | 17:00 | Mun. Parla    | 75 |
| Sal Lence        | 16 - 2 | Atarfe         | 25 de abril | 18:30 | Barrio Flores |    |
| Trocadero Toledo | 9 - 4  | Ourense        | 25 de abril | 18:30 |               |    |
| Móstoles         | 2 - 1  | Tamarite       | 25 de abril | 18:30 | Villafontana  |    |
| Femesala Elche   | 7 - 2  | Neskas         | 25 de abril |       |               |    |
| Cantillana       | 2 - 6  | Sanpedrotarrak | 25 de abril | 19:00 |               |    |
| Meirás           | 3 - 1  | Olimpia Murcia | 25 de abril | 19:00 | Esteiro       |    |

| Neskas         | 1 - 7 | Sal Lence        | 2 de mayo |       |                      |     |
| Alca Sala      | 0 - 3 | Femesala Elche   | 2 de mayo | 18:30 | Virgen del Val       | 400 |
| Ourense        | 4 - 5 | Parla            | 2 de mayo |       | Os Remedios          |     |
| Tamarite       | 2 - 6 | Trocadero Toledo | 2 de mayo |       |                      |     |
| Sanpedrotarrak | 8 - 2 | Móstoles         | 2 de mayo | 19:00 | Bidabieta            |     |
| Olimpia Murcia | 6 - 2 | Cantillana       | 2 de mayo |       | Torre Puente Tocinos |     |
| Atarfe         | 2 - 5 | Meirás           | 2 de mayo |       |                      |     |

## Estadísticas

### Goleadoras
| Puesto                                                        | Jugadora        | Equipo           | Goles |
| ------------------------------------------------------------- | --------------- | ---------------- | ----- |
| 1                                                             | Eva Manguán     | Móstoles Coimbra | 63    |
| 2                                                             | Susana Mallén   | Neskas La Creu   | 48    |
| 3                                                             | Sofía Candela   | Sal Lence        | 41    |
| 4                                                             | Sonia Pacios    | Ourense          | 40    |
| 4                                                             | Mertxe Cueto    | Sanpedrotarrak   | 40    |
| 6                                                             | Alicia Morell   | Femesala Elche   | 37    |
| 6                                                             | Txitxo          | Sanpedrotarrak   | 37    |
| 8                                                             | Ana Montero     | Sanpedrotarrak   | 35    |
| 9                                                             | Mónica Gracia   | Transportes Cobo | 33    |
| 10                                                            | Beatriz Joaquín | Neskas La Creu   | 31    |
| Última actualización: 2 de mayo de 1998. Fuente: RFEF (Actas) |                 |                  |       |

### Rachas
- Mayor racha ganadora: Femesala Elche; 16 jornadas (jornada 4 a 19)
- Mayor racha invicta: Femesala Elche; 19 jornadas (jornada 1 a 19)
- Mayor racha marcando: 4 equipos; 26 jornadas
- Mayor racha empatando: 12 equipos; 1 jornadas
- Mayor racha imbatida: Móstoles y Sanpedrotarrak; 2 jornadas
- Mayor racha perdiendo: Atarfe; 21 jornadas (jornada 2 a 22)
- Mayor racha sin ganar: Atarfe; 21 jornadas (jornada 2 a 22)
- Mayor racha sin marcar: 10 equipos; 1 jornadas
- Mayor goleada en casa:

Sanpedrotarrak 16 - 0 Atarfe (28 de marzo)
- Mayor goleada a domicilio:

Alca Sala 1 - 10 Sanpedrotarrak (8 de noviembre)
- Partido con más goles:

Neskas 11 - 8 Olimpia Murcia(8 de noviembre)